# Kalumbi Shangula

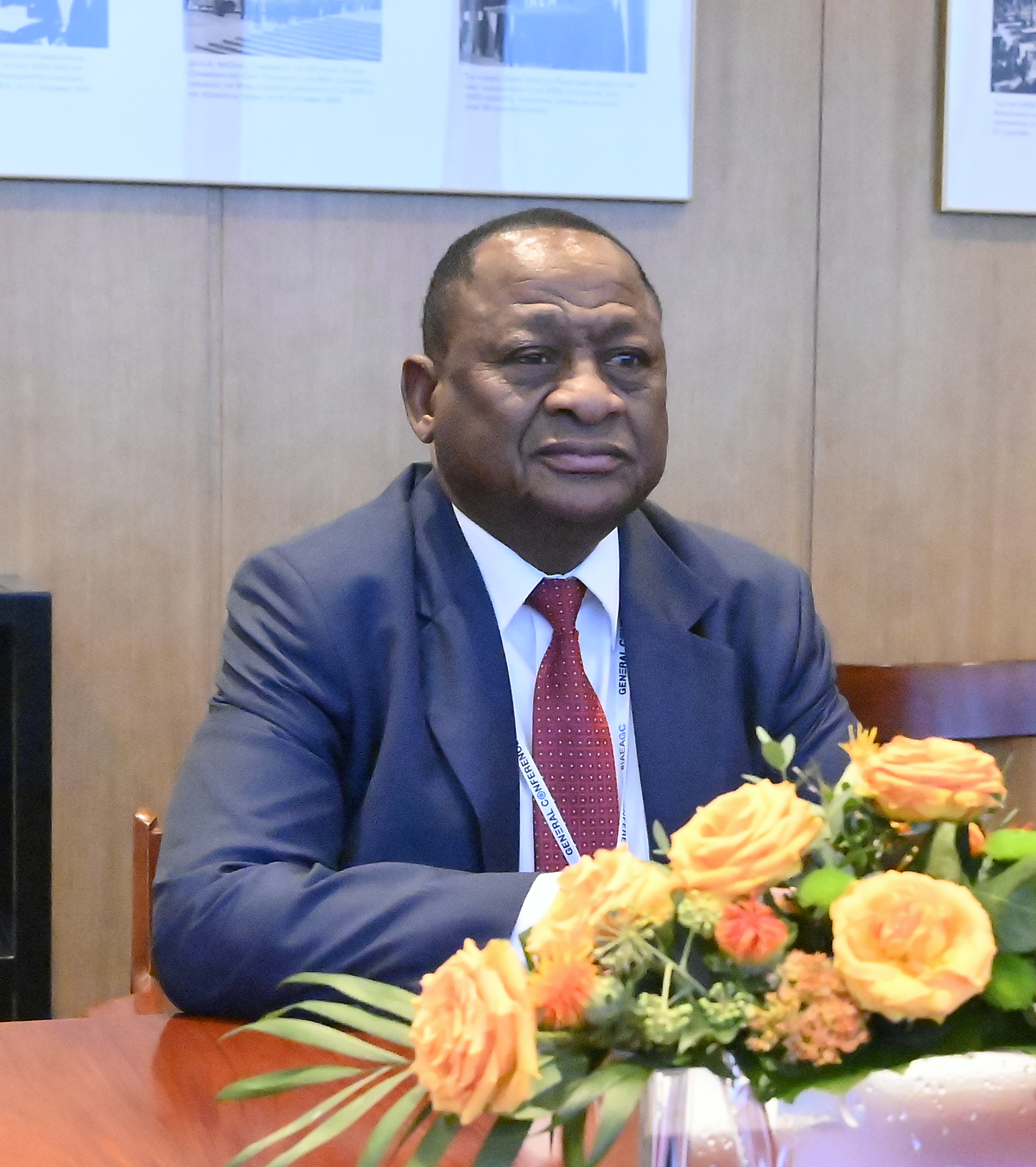
Kalumbi Shangula (2022)

Kalumbi Shangula (* 8. August 1948 in Etilyasa, Südwestafrika) ist ein namibischer Arzt, Politiker der SWAPO und vom 20. Dezember 2018 bis 22. März 2025 Minister im Ministerium für Gesundheit und Soziale Dienste.
Shangula war zuletzt Vizevorsitzender der Medizinhochschule der Universität von Namibia. Zuvor war er Vizestaatssekretär im Gesundheitsministerium sowie im Ministerium für Umwelt und Tourismus. Bis 2017 war Shangula Geschäftsführer der SWAPO-eigenen Unternehmensgruppe Kalahari Holdings.
Shangula war seit dem 28. Juli 1981 mit der namibischen Pathologin Elizabeth Hinananye Shangula verheiratet, die 2008 im Alter von 55 Jahren starb.

## Veröffentlichungen
- Journey into the Unknown. Kuiseb Publishers, Windhoek 2021, Autobiographie, ISBN 978-99945-76-67-8.